# Nassarina grayi
Nassarina grayi är en snäckart som beskrevs av Dall 1889. Nassarina grayi ingår i släktet Nassarina och familjen Columbellidae. Inga underarter finns listade i Catalogue of Life.